# Ahlströmska skolan
För Nya Elementarskolan i Åkeshov i västra Stockholm, se Nya Elementar.

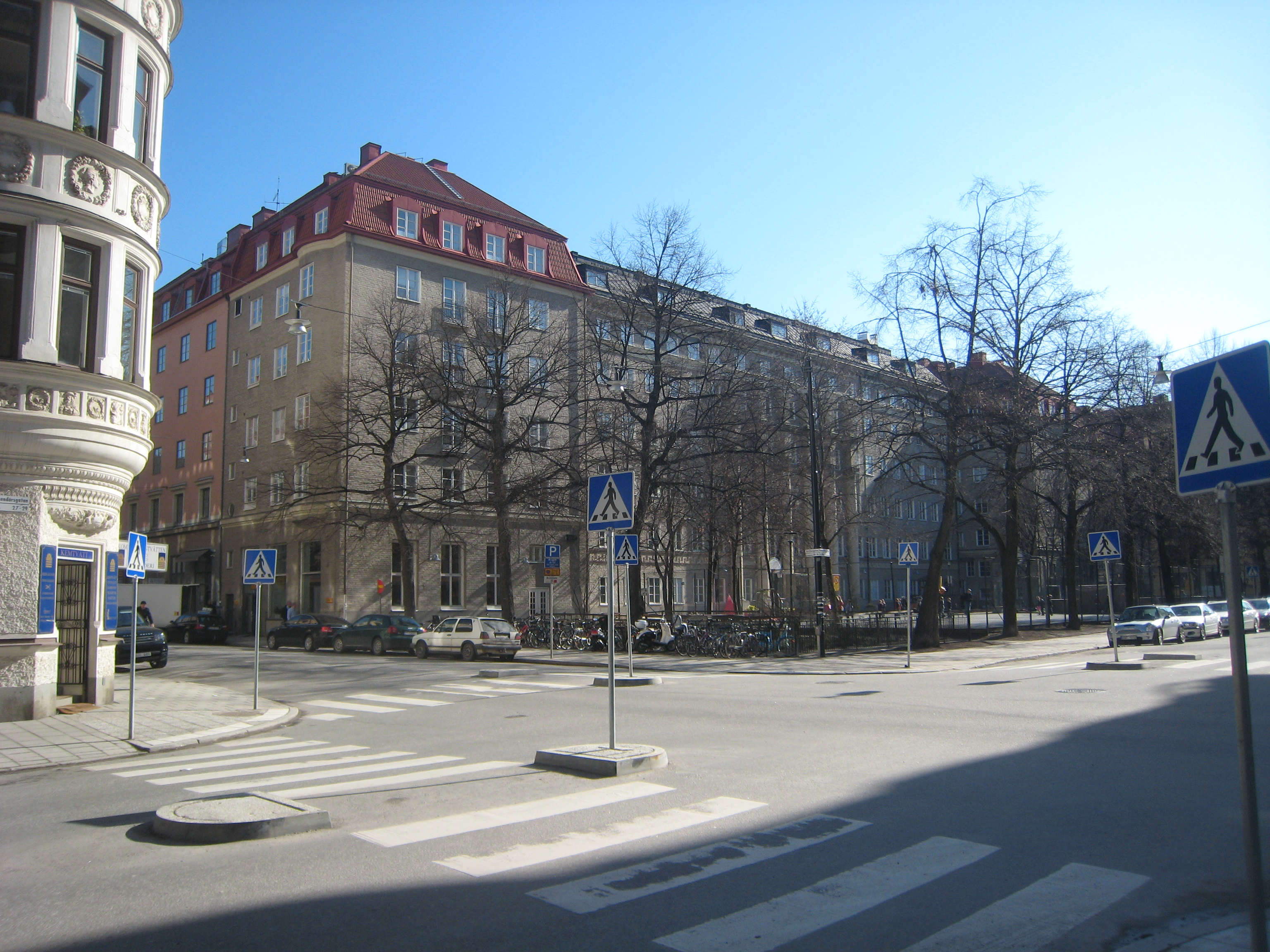
Nya Elementarskolan för flickor – Ahlströmska skolan på Kommendörsgatan 31, byggd 1926. Till vänster syns hörnhuset Kommendörsgatan 29 – Artillerigatan 51 som var skolans hemvist mellan 1907 och 1926.

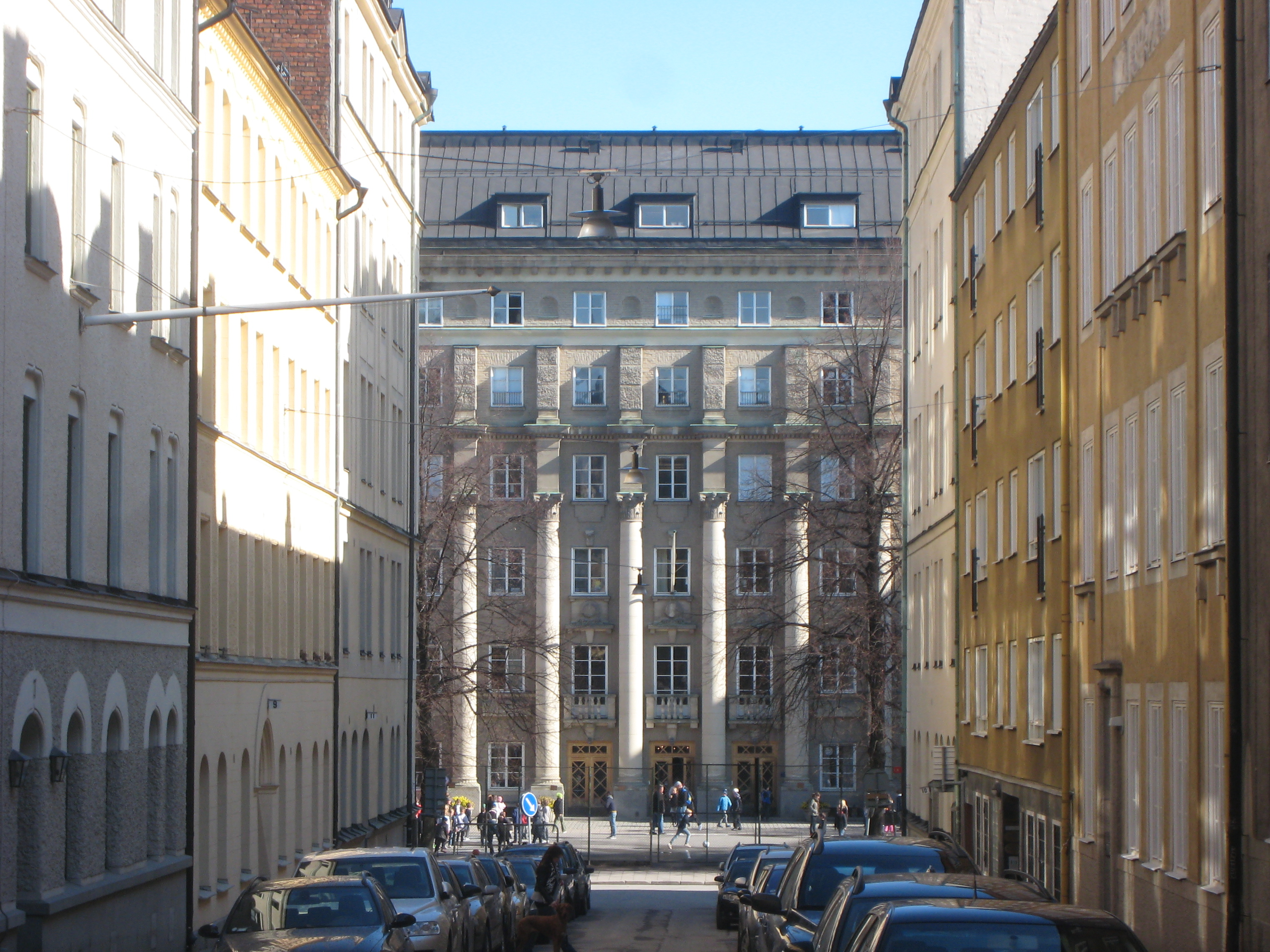
Den nya skolbyggnaden, uppförd 1926, sedd från Nybergsgatan. Numera innehar Carlssons skola byggnaden.

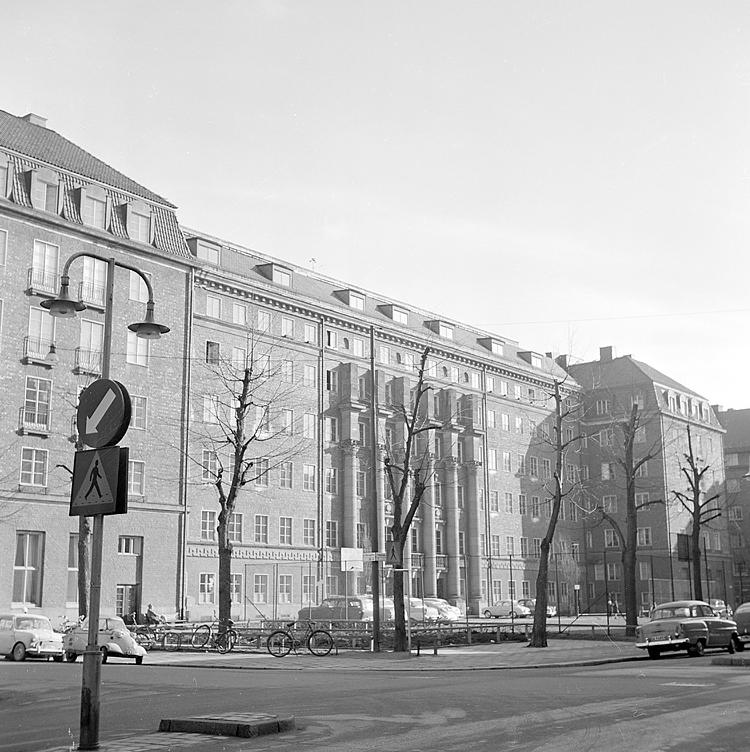
Den nya skolbyggnaden Nya Elementarskolan för flickor – Ahlströmska skolan invigdes 1926. Här syns mittbyggnaden med flyglar, den 90 meter långa fasaden mot Kommendörsgatan. Mittbyggnadens fasad har sex kolonner krönta av stenblock. Arkitekten Albin Stark fullföljde ritningarna av skolbyggnaden.

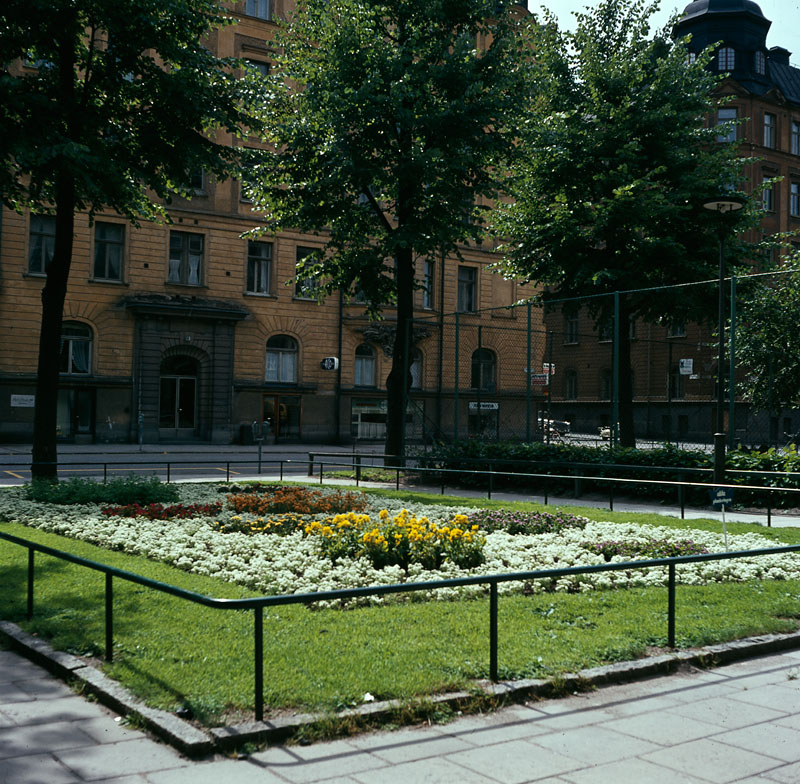
Plantering med blomstergrupp alyssum på Kommendörsgatan framför Ahlströmska skolan.

Nya Elementarskolan för flickor – Ahlströmska skolan var en privat flickskola och  gymnasium i Stockholm som grundades 1902 av filosofie doktor Anna Ahlström. Skolan låg först på Kommendörsgatan 29, år 1926 flyttade skolan in i nybyggda lokaler i kvarteret bredvid, på Kommendörsgatan 31. Officiellt ändrades skolans namn år 1970 till Ahlströmska skolan, då skolan inte längre var en skola enbart för flickor, utan även för pojkar. Skolan löd under privatläroverksstadgan fram till kommunaliseringen den 1 juli 1973. År 1995 upphörde Ahlströmska skolan. Numera innehar en friskola, Carlssons skola, Ahlströmska skolans gamla lokaler på Kommendörsgatan 31.

## Skolans historia

### Anna Ahlström, skolans grundare
Nya Elementarskolan för flickor grundades 1902 av fil. dr Anna Ahlström; skolan kom allmänt att kallas Ahlströmska skolan. Ahlström tillhörde den första generationen akademiskt bildade kvinnor och liksom många av dem började hon arbeta inom utbildningsväsendet på lägre nivåer, eftersom kvinnor inte gavs tillgång till högre tjänster och ämbeten. Ahlström nekades en lektorstjänst hon sökt och när hon startade sin skola fick hon inte använda titeln rektor, trots sina akademiska meriter, eftersom skolan var privat. Men hon var de facto rektor.

### Normalskola och gymnasium
När Anna Ahlström inrättade sin privatskola för borgerskapets flickor 1902 bedrev den sin verksamhet i hennes egen bostad på Jungfrugatan 17. Skolan hade då 15 elever, 14 flickor och en gosse, som gick i så kallade förberedande klasser (lågstadiet). Under hösten samma år flyttade skolan ett kvarter norrut, till en sexrumsvåning på Kommendörsgatan 25, och 1903 utvidgades lokalerna med ytterligare en lägenhet. Skolan hade då mer än dubblerat elevantalet och den växte stadigt. Anna Ahlström byggde upp en "vertikal" skola, det vill säga en skola som erbjöd undervisning från förberedande klass till studentexamen. Pojkar fanns endast i de förberedande klasserna, högre klasser var flickskola. År 1907 flyttade skolan än en gång, nu till större lokaler i hörnhuset Kommendörsgatan 29 – Artillerigatan 33 (senare nr 51).
Enligt Nordisk Familjebok från 1922 omfattade skolan 3 förberedande klasser (gossar och flickor), 8 skolklasser (8-klassig flickskola) och 4 gymnasieringar (4-årigt gymnasium med latinlinje eller reallinje) med sammanlagt 410 elever. Skolan hade avgångsexamensrätt (studentexamensrätt) eller dimissionsrätt som det hette.  De 8 skolklasserna motsvarade de senare "kommunala flickskolorna" och gav normalskolekompetens. Eleverna på det allmänna gymnasiet kunde ta studentexamen på latinlinjen eller på reallinjen. Den allmänna linjen infördes först under 1950-talet. År 1922 var skolan ännu inrymd i huset på Kommendörsgatan 29, men till höstterminen 1926 kunde man flytta in i de nya lokalerna på Kommendörsgatan 31. Studentexamen gavs från 1909 till 1968.

Anna Ahlström var noga med valet av lärare till skolan; de skulle passa in i skolans ”anda” och ha gedigen utbildning; många av skolans lärare hade doktorerat. Bland lärarna återfanns kemisten Astrid Cleve, fysikern Gulli Petrini, författaren Tora Dahl och filosofen Alf Ahlberg. Under en tid var den socialt engagerade Ada Nilsson skolans läkare.

### "Ahlan och Tersan"
År 1907 anställde Anna Ahlström den några år yngre läraren Ellen Terserus (1867–1943) som blev skolans biträdande föreståndarinna vid sidan av föreståndarinnan Ahlström. Ellen Terserus hade studerat språk och tagit akademisk examen i Storbritannien. De båda kvinnorna var inte bara kolleger utan även livskamrater; de bodde tillsammans i en lägenhet på Kommendörsgatan 29. De levde i ett så kallat Bostonäktenskap. "Ahlan och Tersan", som de kallades, var Ahlströmska skolans radarpar som drev skolan med energi och entusiasm. De behöll kontrollen över skolan lång efter att de gått i pension i början av 1930-talet. Ahlström och Terserus avled båda 1943.

### Ny skolbyggnad invigd 1926
Skolans lokaler på Kommendörsgatan 29 låg granne med kv. Brandvakten 7 på Kommendörsgatan 31. På tomten i kv. Brandvakten 7 vid Kommendörsgatan 31 låg Östermalmsteatern, som brann ner 1913. År 1919 köpte Anna Ahlström tomten med avsikt att 1920 bygga utifrån tidigare utförda ritningar av Gustaf Petterson (1855–1933), men planerna uppsköts. Uppdraget att rita färdigt skolan gick senare till arkitekt Albin Stark. Den så kallade "cirkustomten" i kv. Brandvakten 7 var bebyggd först med cirkus, sedan var den utställningshall och industripalats. När byggnaden brann ner i mars 1913 såg Anna Ahlström chansen att uppföra en skolbyggnad på tomten, men angav inte officiellt "Cirkustomten" som plats, eftersom kommunen ännu inte hade beslutat vad tomten skulle användas till. Anna Ahlström uppdrog åt arkitekten Gustaf Petterson att göra ett förslag till skolbyggnad med kalkyler i "visst kvarter". Ritningarna finns bevarade. Skolan skulle bestå av en mittbyggnad mot Kommendörsgatan med flyglar, hela 90 meter, innehållande både skola och bostäder. Byggnaden skulle innehålla lokaler för 1000 elever. Den nya skolbyggnaden invigdes 1926.
Den nya ståtliga skolan kunde väl mäta sig med pojkläroverken Norra Latin och Södra Latin, Norra Real och Östra Real. "Redan den stora byggnadens storlek med sin klassiska fasad vittnar om Anna Ahlströms ambitioner för skolan och dess elever, nämligen att stärka kvinnors rätt till utbildning och plats i samhället."  Fasaden mot Kommendörsgatan har sex kolonner, som är krönta av stenblock. De två översta våningarna av skolbyggnaden hade enrumsbostäder. De större bostäderna placerades i de båda flygelbyggnaderna, som har sex våningar. Den långsträckta skolbyggnaden har sju våningar. Helhetsintrycket störs inte av detta, då fönstren i flyglarnas takkupor linjerar med sjätte skolvåningens fönsterrad. Interiörerna präglas av omsorg om material och detaljutformning.

### Ahlströmska skolan åren 1930–1995
År 1930, när Ahlström var 67 år och Terserus 63, fick de av myndigheterna inte längre tjänstgöra som rektorer och föreståndarinnor. De efterträddes av fil.dr Ruth Wikander som studierektor och fil.mag. Signe Leffler som föreståndarinna. Men arrangemanget var mer formellt – "Ahlan och Tersan" fortsatte att styra skolan. När Ruth Wikander på grund av sjukdom blev tjänstledig 1941 tillsatte "Ahlan och Tersan" pedagogen och engelskläraren Ingegerd Granlund som vikarierande rektor. Två år senare, 1943, går skolans radarpar bort; Anna Ahlström och Ellen Terserus avlider båda under hösten 1943.
År 1948 utsågs Ingegerd Granlund till ordinarie rektor. Filosofie doktor Dagmar Lange blev studierektor. Benämningen studierektor är en äldre benämning på biträdande rektor och används inte längre i Sveriges grundskolor och gymnasieskolor. Dagmar Lange var studierektor under åren 1948–1968 och under åren 1952–1972 var hon lektor vid Ahlströmska skolan. Hon bodde i skolans västra flygel på Kommendörsgatan 31 under tiden som studierektor. Efter att den nya skolbyggnaden på Kommendörsgatan hade invigts år 1926 bestod skolbyggnaden av en mittbyggnad mot Kommendörsgatan med flyglar, som innehöll både skola och bostäder. Dagmar Lange är mer känd som deckarförfattaren Maria Lang. Hon har skildrat sin arbetsplats i romanerna Farligt att förtära (1950) och Vi var tretton i klassen (1973) - i den sistnämnda under dess riktiga namn.
Under 1960-talet skedde flera förändringar, framför allt ändrades studiegången sedan den obligatoriska grundskolan införts i Sverige. År 1970 ändrades skolans namn officiellt till Ahlströmska skolan. Skolan var nu inte längre flickskola, pojkar fanns i alla klasser.
Läsåret 1973–1974 upphörde Ahlströmska skolan att drivas som privatskola och kommunaliserades. Från 1976 (tf från 1975) var Bo Löfgren, tidigare studierektor, rektor för skolan. 1974 inrättades även ett judiskt högstadium på skolan, bestående av främst elever från den närbelägna Hillelskolan. Tio år senare, 1983,  skedde nästa stora förändring då gymnasiet lades ner och skolan blev annex till Engelbrekts rektorsområde. Rektor Bo Löfgren övergår till att vara rektor vid Smedslättens skola. År 1990 blev skolan åter egen skola, under fem år.  Ahlströmska skolan upphörde 1995. Byggnaden såldes till Carlssons skola, en friskola med låg- och mellanstadium.

## Ahlströmska skolan blev en stiftelse
När Anna Ahlström och Ellen Terserus 1933 upprättade sina testamenten grundade de också en stiftelse för att gagna  den verksamhet som bedrevs på Nya Elementar för flickor.  Deras testamenten föreskrev att  deras kvarlåtenskap skulle gå till stiftelsen.  De efterlämnade flera hundra tusen kronor samt stora aktierposter i Ahströmska Skolans Byggnads AB.
Anna Ahlströms och Ellen Terserus Stiftelse tillfördes åtskilliga miljoner kronor när skolfastigheten såldes. Enligt obekräftade uppgifter såldes skolan 1983 till Stockholms universitet. Idag förvaltar stiftelsen de medel skolan skapade och delar ut stipendier till kvinnliga forskare. Stiftelsen delar ut stipendier till kvinnor för högre utbildning vid humanistisk-samhällsvetenskapliga fakulteten vid Stockholms universitet i form av tvååriga forskningsstipendier samt bidrag till "ensamma ogifta damer, däri inbegripna även ensamma änkor och frånskilda eller äkta makar, som är i behov av understöd samt bosatta inom Hedvig Eleonora församling".